# Sättra, Norrtälje kommun

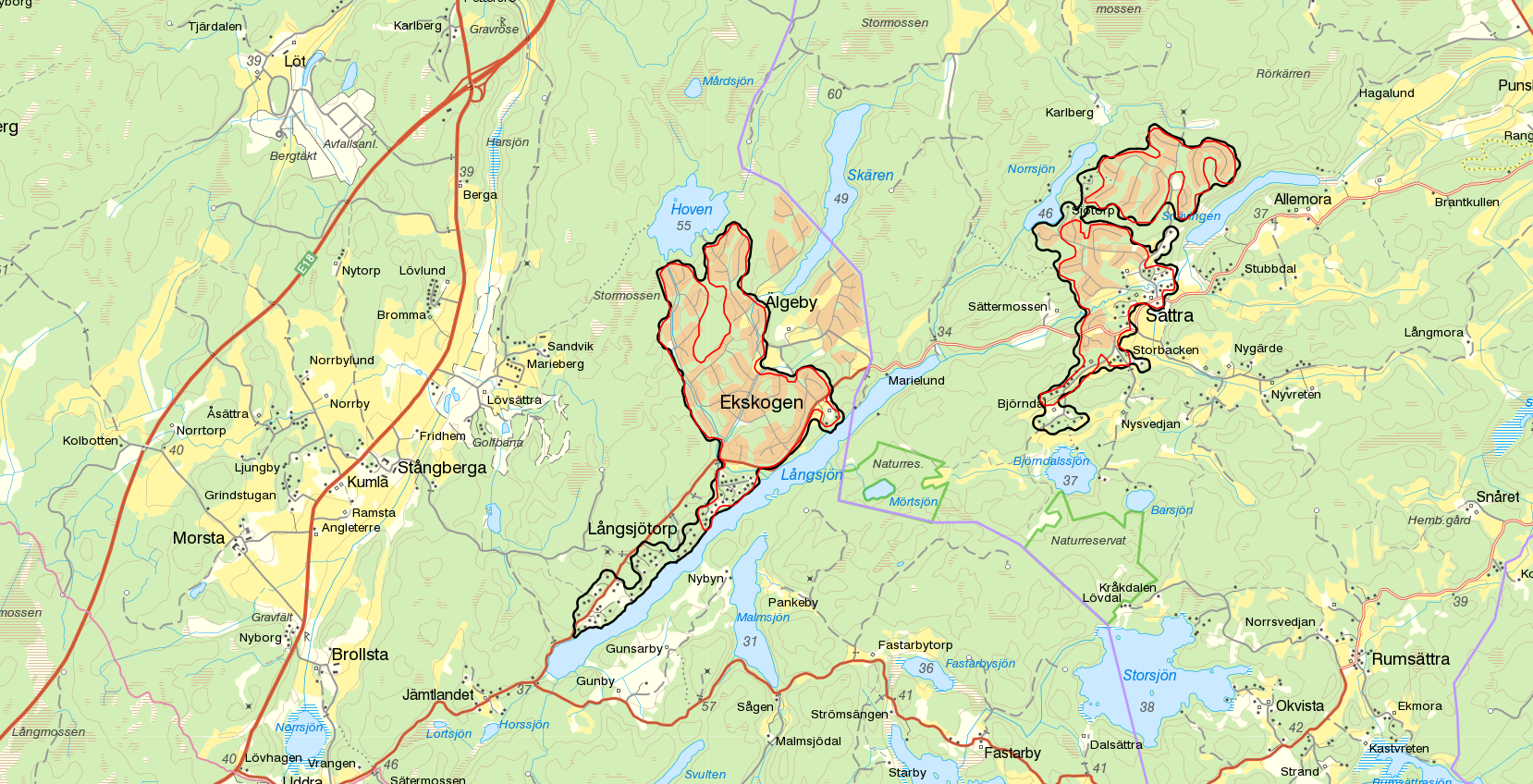
Tätorten 2015 med svarta gränser, småorterna 2010 med röda

Sättra är en ort i Riala socken i södra delen av Norrtälje kommun i Stockholms län. Sättra ligger cirka 2 mil sydväst om Norrtälje. SCB har här tidigare avgränsat två småorter för bebyggelsen i Sättra varav den södra med småortskod S0797 existerat sedan år 1990 och den norra med småortskod S0675 har existerat sedan 1995. 2015 växte småorterna samman och bildade då en tätort. Denna upplöstes igen 2018 men återbildades 2020.

## Befolkningsutveckling
| Befolkningsutvecklingen i Sättra (södra delen)/Sättra 1990–2020                       | Befolkningsutvecklingen i Sättra (södra delen)/Sättra 1990–2020 | Befolkningsutvecklingen i Sättra (södra delen)/Sättra 1990–2020 | Befolkningsutvecklingen i Sättra (södra delen)/Sättra 1990–2020 | Befolkningsutvecklingen i Sättra (södra delen)/Sättra 1990–2020 |
| ------------------------------------------------------------------------------------- | --------------------------------------------------------------- | --------------------------------------------------------------- | --------------------------------------------------------------- | --------------------------------------------------------------- |
|                                                                                       |                                                                 |                                                                 |                                                                 |                                                                 |
| År                                                                                    |                                                                 |                                                                 | Folkmängd                                                       | Areal (ha)                                                      |
| 1990                                                                                  | 1990                                                            |                                                                 | 116                                                             | 62#                                                             |
| 1995                                                                                  | 1995                                                            |                                                                 | 142                                                             | 72#                                                             |
| 2000                                                                                  | 2000                                                            |                                                                 | 150                                                             | 72#                                                             |
| 2005                                                                                  | 2005                                                            |                                                                 | 165                                                             | 73#                                                             |
| 2010                                                                                  | 2010                                                            |                                                                 | 171                                                             | 74#                                                             |
| 2015                                                                                  | 2015                                                            |                                                                 | 336                                                             | 177                                                             |
| 2020                                                                                  | 2020                                                            |                                                                 | 376                                                             | 177                                                             |
| Anm.: Ny småort 1990. Ny tätort 2015. Ej tätort 2018, åter tätort 2020. # Som småort. |                                                                 |                                                                 |                                                                 |                                                                 |

| Befolkningsutvecklingen i Sättra (norra delen) 1995–2010        | Befolkningsutvecklingen i Sättra (norra delen) 1995–2010 | Befolkningsutvecklingen i Sättra (norra delen) 1995–2010 | Befolkningsutvecklingen i Sättra (norra delen) 1995–2010 | Befolkningsutvecklingen i Sättra (norra delen) 1995–2010 |
| --------------------------------------------------------------- | -------------------------------------------------------- | -------------------------------------------------------- | -------------------------------------------------------- | -------------------------------------------------------- |
|                                                                 |                                                          |                                                          |                                                          |                                                          |
| År                                                              |                                                          |                                                          | Folkmängd                                                | Areal (ha)                                               |
| 1995                                                            | 1995                                                     |                                                          | 92                                                       | 54#                                                      |
| 2000                                                            | 2000                                                     |                                                          | 101                                                      | 54#                                                      |
| 2005                                                            | 2005                                                     |                                                          | 120                                                      | 54#                                                      |
| 2010                                                            | 2010                                                     |                                                          | 111                                                      | 54#                                                      |
| Anm.: Ny småort 1995. Sammanvuxen med södra 2015. # Som småort. |                                                          |                                                          |                                                          |                                                          |